# Тихонов, Виктор Михайлович
Виктор Михайлович Тихонов (8 февраля 1937 — 16 августа 2006) — советский футболист, нападающий. Заслуженный тренер Узбекской ССР.
В 1957—1960 годах играл за ташкентский «Пахтакор». 12 июля 1960 года провёл единственный матч в чемпионате СССР — гостевую игру против «Авангарда» Харьков (1:0). В 1962 году выступал за «Пахтакор» Ташкентская область.
Работал в термезском «Чигирачи»/«Автомобилисте»/«Спартаке» старшим тренером (1968—1970, 1974, 1977—1980), тренером (1976), начальником команды (1971—1973). В «Звезде» Джизак работал тренером, и. о. старшего тренера (1982), старшим тренером (1983). Работал старшим тренером в «Сохибкоре» Халкабад (1984), «Пахтакоре» Ташкент (1985—1986).
Был заместителем генерального секретаря Федерации футбола Узбекистана.
Сын Александр также футболист.
Умер в 2006 году. Похоронен на Жегаловском кладбище.